# 왕경무
왕경무(王敬武, ? ~ 889년)는 중국 당나라 말기의 군벌로, 절도사의 신분으로서 882년부터 889년까지 평로군(平盧軍, 본부는 지금의 산동성 유방시에 있었다)을 통솔하였다.

## 생애

### 배경,평로군을 탈취하다
왕경무는 평로군 번진의 본거지였던 청주(靑州, 현 산둥성 칭저우 시) 출신으로, 그 출생 연도에 관해서는 알려진 것이 없다. 880년경, 그는 당시의 평로군 절도사 안사유(安師儒)의 휘하에서 대장으로 있었다. 882년, 청주와 체주(棣州. 현 산둥성 후이민 현) 일대에서 농민들의 봉기가 발생하자, 안사유는 그를 파견하여 봉기군을 진압하게 하였다. 그는 임무를 마치고 청주로 돌아온 직후, 안사유를 추방하고 스스로 유후(留後)를 자칭하였다.
이 무렵 황소의 난이 한창이었는데, 왕경무는 당시의 황제였던 당 희종 치세 하의 조정에 대한 충성을 거부하였다. 그는 황소에게 관직과 작위를 요구하였고, 마침내 이를 받아냈다. 황소는 반란을 일으킨 지 수개월 만에 일찌감치 당나라 수도 장안을 함락시켜 희종으로 하여금 장안을 버리고 성도로 달아나게 하였고, 스스로 황제의 자리에 올라 대제(大齊)의 건국을 선포하였다.
당시 각지에서 모여든 여러 군벌들이 황소를 토벌하기 위해 관중으로 속속 집결하였는데, 유독 평로군만이 관중에 오지 않았다. 이때, 황소 토벌군의 총지휘관은 재상 왕탁이었다. 왕경무가 조정 측으로 돌아서서 충성하기를 바라던 왕탁은 자신의 휘하에서 도통판관(都統判官)으로 종군하던 간의대부(諫議大夫) 장준을 파견하여 왕경무를 평로군 유후(平盧軍留後)로 임명한다는 조서를 가지고 그에게로 가서 설득하게 하였다.
장준이 청주성에 도착하자, 왕경무는 당초 그를 만나기를 거부하고 이를 맞으러 나가지도 않았다. 그것은 자신이 이미 황소에게서 관작을 받았기 때문이었다. 그러나 결국에는 장준을 만나게 되었다. 장준이 그를 꾸짖자, 그는 놀라서 장준에게 사죄하였다. 나아가, 장준은 평로군 장병들에게 그들의 입장이 조정 측에 충성하는 쪽으로 돌아설 것을 설득하였다. 장병들의 주장은 왕경무에게 영향을 미쳤고, 결국 그는 조정에서 임명한 유후의 직책을 받아들이기로 결심했다. 그리고 황소 토벌군에 가세하기 위해, 자신의 군대를 발동하여 왕탁이 지휘하는 서부 전선으로 파견하였다. 이때, 왕경무 자신도 장준을 따라 서부 전선으로 종군하였다.
이후 왕탁은 희종의 명의로 그를 정식으로 절도사에 임명하였다. 황소 토벌군이 장안을 탈환한 후, 왕경무는 그 전공으로 동중서문하평장사(同中書門下平章事) 겸 검교태위(檢校太尉)의 직위를 하사받았다.

### 사망, 그 후
왕경무는 889년에 사망하였고, 그의 맏아들 왕사범이 16세의 나이로 평로군 장병들에 의해 유후로 추대되어 아버지의 지위를 상속하게 되었다. 하지만, 그의 부하 장수였던 체주자사(棣州刺史) 장섬(張蟾)은 처음부터 이를 따르려 하지 않고 왕사범이 왕경무의 후계자가 되는 것조차 거부하였다. 이를 안 조정에서는 태자소사(太子少師) 최안잠을 평로군 절도사에 임명하여 청주로 파견하였다. 그러나 그 이듬해인 890년, 왕사범은 장섬과 그의 맹우(盟友)인 도지휘사(都指揮使) 노홍(盧弘)을 격파하고 그들을 살해하였다. 최안잠은 장안으로 도망쳐 돌아갔고, 결국 조정에서는 왕사범을 정식으로 평로군 절도사에 임명하였다.

## 주해 및 출전
1. 1 2  《신당서》, 제187권 - 열전(列傳) 제112권
2. 1 2 3  《자치통감》, 제255권
3. ↑  《자치통감》, 제258권

- 《신당서》, 권187.
- 《자치통감》, 권255・258.

| 전임 안사유(安師儒) | 평로군 절도사 882년 ~ 889년 | 후임 최안잠 |